# Katharine Gun
Katharine Gun, nata Katharine Teresa Harwood (1974), è una traduttrice e attivista britannica con cittadinanza turca. Nel 2003, mentre lavorava come impiegata presso il Quartier generale del governo per le comunicazioni, divenne nota come whistleblower per avere portato alla luce una operazione di spionaggio illegale ordita dagli Stati Uniti d'America e dal Regno Unito allo scopo di legittimare la Guerra in Iraq.

## Biografia
Katharine, figlia di Jan e Paul Harwood, trascorse parte dell'adolescenza a Taiwan, dove la famiglia si era trasferìta nel 1977 e dove il padre aveva accettato un posto come insegnante universitario di letteratura inglese dell'università di Tunghai. Fino all'età di 16 anni studiò alla Morriston Academy di Taiwan, per fare ritorno poi in Inghilterra e conseguire gli A-levels presso la Moira House di Eastbourne e laurearsi in lingua giapponese e cinese all'Università di Durham. Lavorò in seguito per due anni come insegnante di inglese nella città giapponese di Hiroshima attraverso il Programma JET. Nel 1999 lasciò il posto e iniziò a lavorare alla GCHQ a Cheltenham come traduttrice dal mandarino all'inglese, dopo avere risposto ad un annuncio di lavoro letto sul giornale, senza sapere di preciso che tipo di azienda fosse.

### Il caso
Il 31 gennaio del 2003, Katharine Gun, all'epoca ventottenne, lesse un’e-mail inviata da Frank Koza della National Security Agency, in cui veniva richiesto di partecipare a un'operazione di spionaggio dell'amministrazione Bush contro sei paesi membri del Consiglio di Sicurezza delle Nazioni Unite (Angola, Bulgaria, Camerun, Cile, Guinea, e Pakistan) allo scopo di raccogliere informazioni segrete utili a convincere le sei nazioni, decisive per il risultato, a votare a favore della risoluzione, presentata dagli USA e dalla Gran Bretagna, che autorizzava l'invasione dell’Iraq, violando così le Convenzioni di Vienna che regolano i rapporti diplomatici tra le nazioni. Katharine inoltrò la mail a un amico in rapporti con la stampa. Il 2 marzo 2003 il messaggio fu pubblicato sulla prima pagina del The Observer. Il 5 marzo Katharine confessò ai suoi superiori di essere stata la fonte della notizia, quindi fu arrestata con l'accusa di avere violato gli atti di segretezza. Gun trascorse una notte in custodia, ma fu subito rilasciata poiché il procuratore si rifiutò di presentare prove valide. In una intervista della BBC con Jeremy Paxam, Katharine disse di aver deciso di non sollevare le sue preoccupazioni relative alla richiesta della mail con nessuno all'interno della GCHQ perché era convinta che non avrebbe avuto alcun effetto pratico.
Il 13 novembre del 2003, poco dopo essersi sposata, Katharine fu nuovamente accusata di aver violato gli atti di segretezza rischiando una condanna a due anni di carcere. Il suo caso diventò nazionale e conquistò il sostegno da parte di attivisti e personaggi dello spettacolo, come Jesse Jackson, Daniel Ellsberg, Danny Glover e Sean Penn. La donna pianificò di dichiararsi non colpevole, sostenendo di aver divulgato la mail solamente per prevenire una guerra che considerava illegale. Il caso venne affrontato in tribunale il 25 febbraio 2004 e venne chiuso entro trenta minuti perché l'accusa si rifiutò di fornire prove. Le ragioni per cui l'accusa abbandonò il caso non sono state chiarite.
Dopo il processo il marito curdo Yasar Gun fu arrestato con l'accusa di avere violato il visto rischiando l'espulsione dal Regno Unito e tre giorni dopo, si evitò la sua deportazione grazie all'interessamento del parlamentare Nigel Jones.
Nel 2004 Katharine Gun vinse il Premio Sam Adams, un riconoscimento consegnato ai membri dell’Intelligence che si sono distinti per integrità e etica. Nel 2006 scrisse un articolo, Iran: Time to leak, nel quale si appellava ai whistleblower, chiedendo loro di rendere pubbliche le informazioni relative ai piani per una potenziale guerra contro l'Iran. Oggi Katharine Gun vive in Turchia, con il marito e una figlia di nome Hana.

## Nella cultura di massa
Nel 2018 si sono svolte le riprese del film Official Secrets - Segreto di stato sulla storia di Katharine Gun. A impersonare Katharine è l'attrice britannica Keira Knightley. Il film, diretto dal Gavin Hood, si basa su un libro della scrittrice britannica Marcia Mitchell intitolato The Spy Who Tried to Stop a War: Katharine Gun and the Secret Plot to Sanction the Iraq Invasion. Nel cast sono inoltre presenti Matt Smith, nel ruolo di Martin Bright, il giornalista di The Observer che pubblicò la mail, Adam Bakri, nel ruolo del marito di Katharine e Ralph Fiennes nel ruolo dell'avvocato Ben Emmerson.